# Phrynoponera sveni
Phrynoponera sveni är en myrart som först beskrevs av Auguste-Henri Forel 1916.  Phrynoponera sveni ingår i släktet Phrynoponera och familjen myror. Inga underarter finns listade i Catalogue of Life.

## Bildgalleri

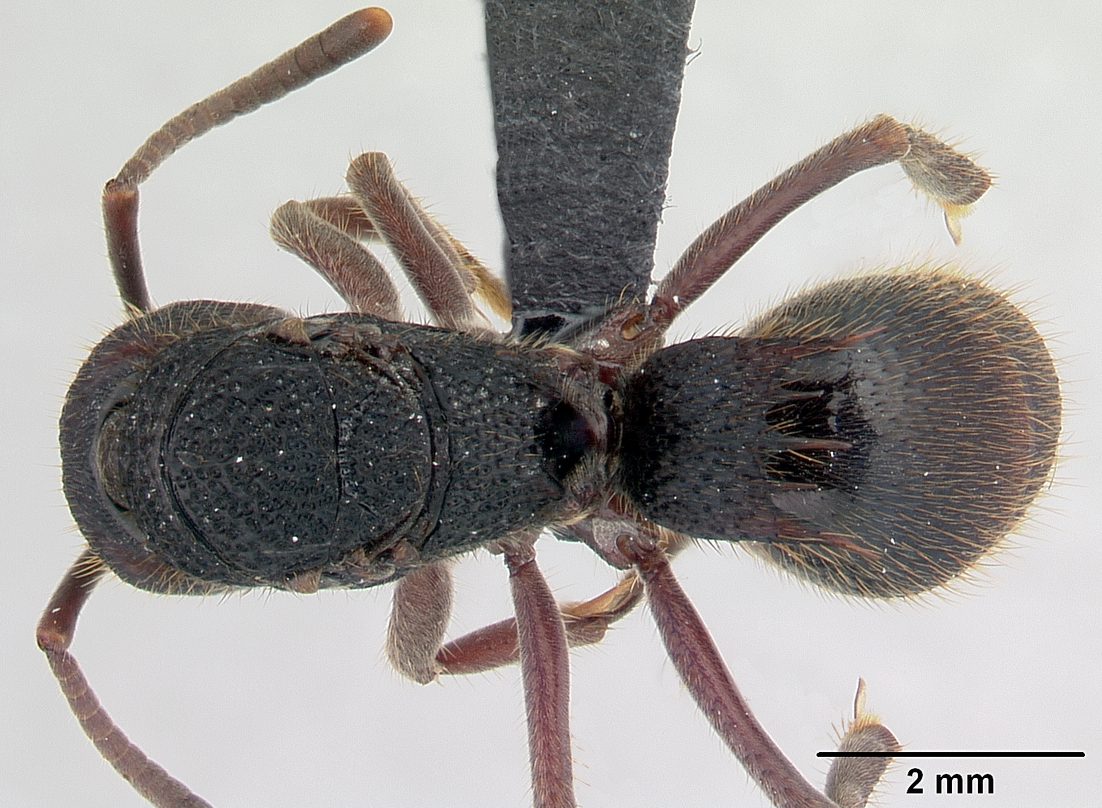
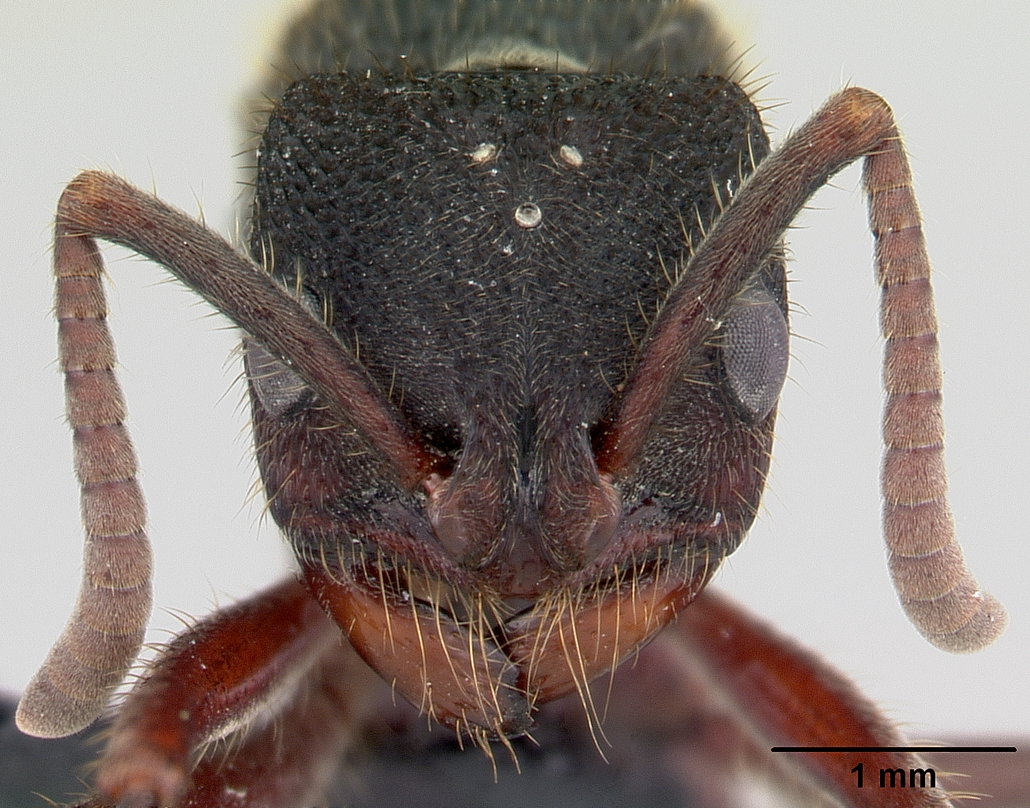
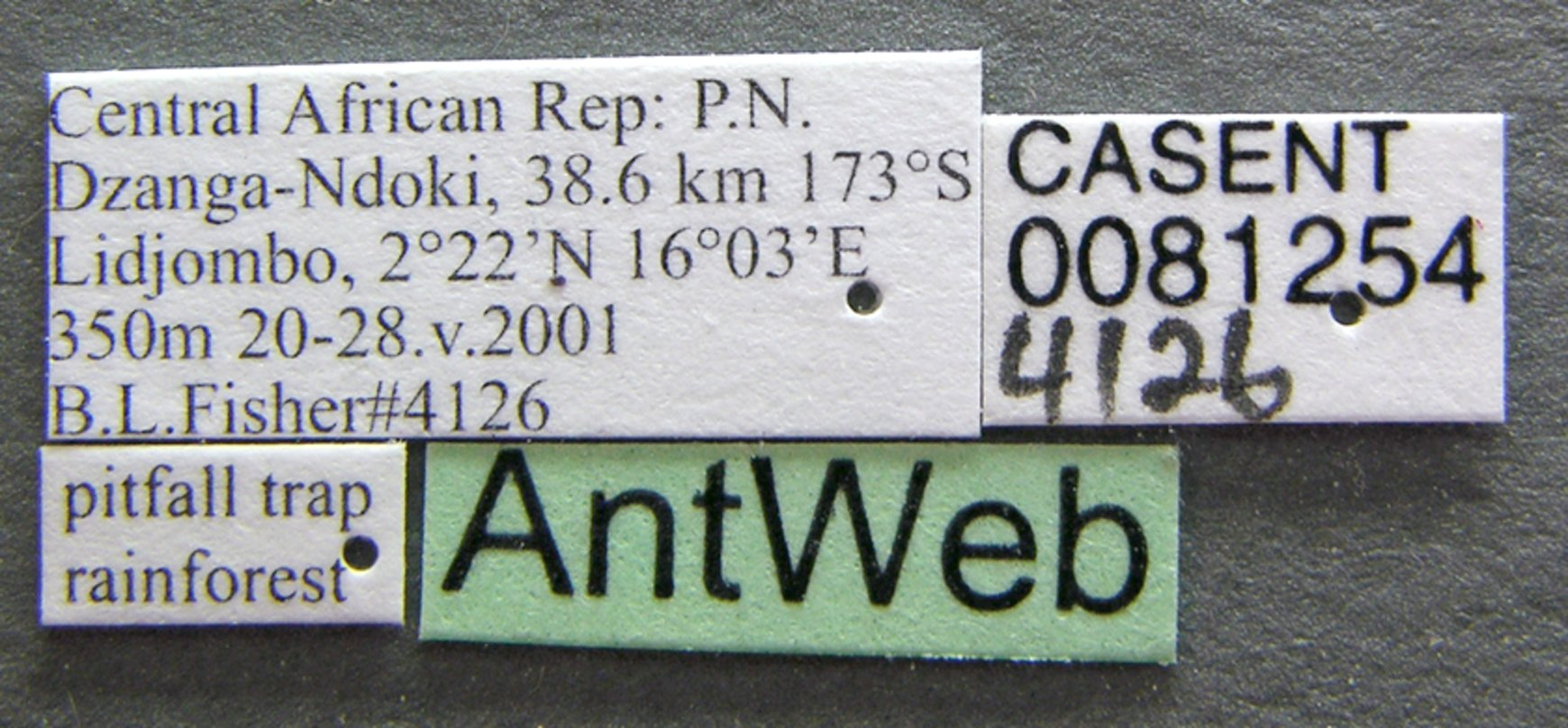
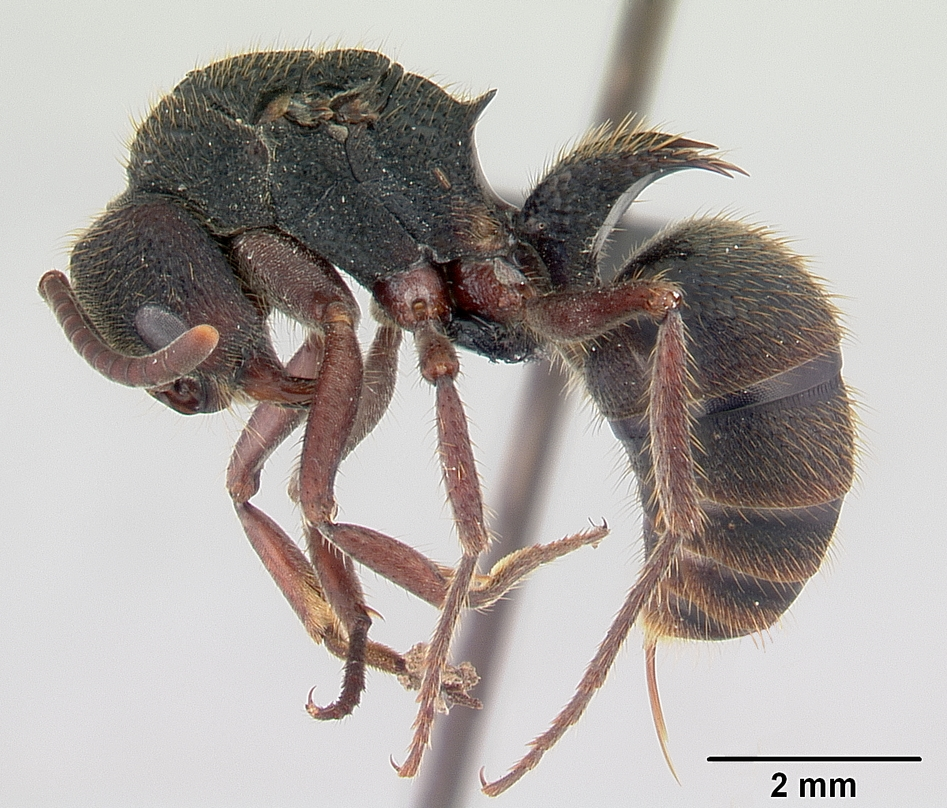
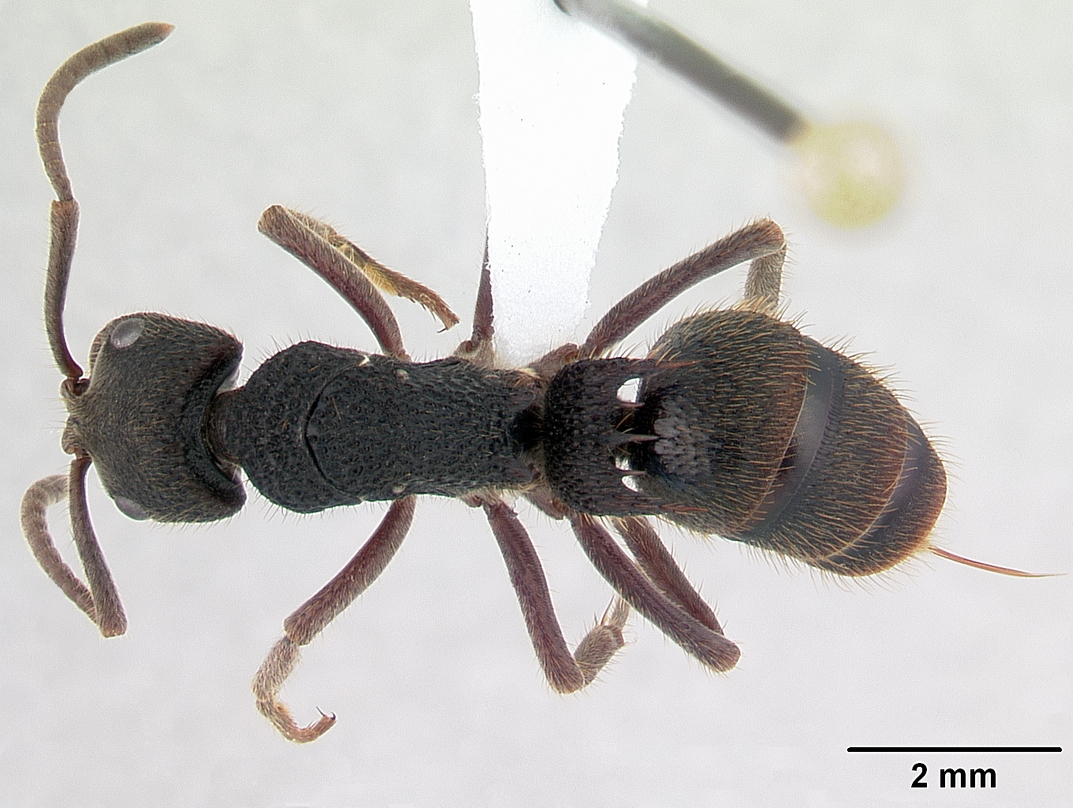
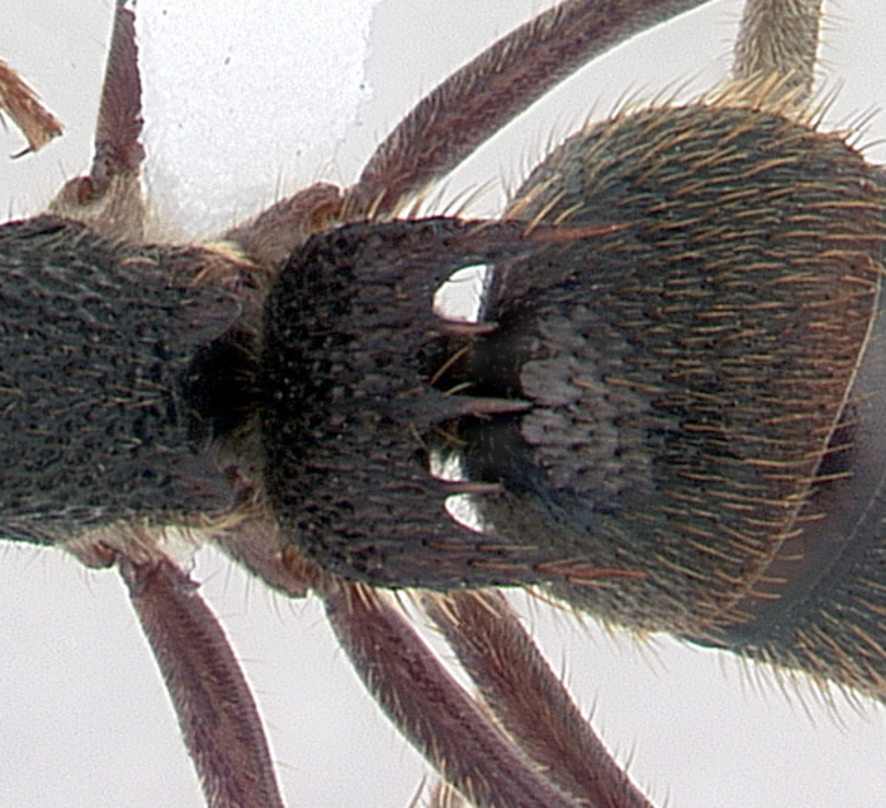